# Moqueur de Floreana
Mimus trifasciatus
Espèce
Statut de conservation UICN

 EN  : En danger
Le Moqueur de Floreana (Mimus trifasciatus) est une espèce d'oiseaux de la famille des Mimidae.
Cet oiseau est endémique de l'île Floreana (Galápagos) et en danger d'extinction.

## Espèce en danger d'extinction
Le moqueur de Floreana a disparu de l'île qui lui a donné son nom à cause de la prédation résultant de l'introduction de rats noirs (Rattus rattus), de chats, de chiens sur l'île, ainsi que de la perte d'habitat due à l'introduction de chèvres. Sa disparition a eu lieu entre 1860 et 1888, alors qu'il avait été découvert par Charles Darwin en 1835. L'espèce serait aujourd'hui éteinte, si elle n'avait pas été présente également sur deux îlots proches de Floreana, Gardner (0.1 km2) et Campeón (0.8 km2), seuls espaces où il survit aujourd'hui. 
Sa population très réduite tomba à un minimum inférieur à une cinquantaine d'individus entre 2006 en 2008, puis remonta à quelques centaines en 2018, grâce à des conditions atmosphériques favorables.  
La petite taille de ces îlots limite fortement le nombre d'individus. De plus, les sécheresses dues au phénomène La Niña ont  également diminué le nombre d'adultes, ainsi que la variole aviaire qui a atteint l’îlot de Campión et d'autres menaces, telles que l'Ani à bec lisse et la mouche parasite Philornis downsi. La situation est donc extrêmement préoccupante, sans parler de l'importante perte de diversité génétique due à la disparition de la population de Floreana.  
Un plan de protection et d'action est en place: interdiction d'accès sur les deux îlots, quarantaine pour le matériel d'étude, baguage des oiseaux, monitoring du parasitage par Philornis downsi, et préparation d'une réintroduction sur Floreana. 

## Importance historique
Lors de son escale aux Galápagos, en 1835, les moqueurs collectés apparurent à Darwin comme très semblables à ceux du continent, mais toutefois avec des différences significatives. Notant quels oiseaux provenaient de quelles îles, il se rendit compte que les différences étaient stables au sein des populations de chaque île, San Cristobál, Isabela et Floreana. Pouvait-il s'agir d'espèces différentes? C'est ce que confirma plus tard l'ornithologue anglais John Gould à qui les oiseaux ramenés furent confiés (respectivement le moqueur de San Cristobal, le moqueur des Galápagos, et le moqueur de Floreana). Ces observations de 1835 sur les moqueurs, ainsi que les variations des tortues géantes nourrirent les réflexions de Darwin concernant la notion d'espèces et de différenciation à partir d'un ancêtre commun. Les réflexions approfondies sur la base des « pinsons », dits « pinsons de Darwin » n'eurent lieu qu'après que John Gould lui eut fait remarquer qu'ils appartenaient tous à un même groupe, ce à quoi Darwin n'avait pas porté attention pendant son voyage.  

## Écologie
Par évolution due à l'insularité, le moqueur de Floreana se distingue du Moqueur polyglotte (Mimus polyglottos) par une teinte plus brune, un plumage plus rayé, et un bec plus long et recourbé vers le bas. Ils n'ont pas la capacité du Moqueur polyglotte à imiter le chant d'autres oiseaux qui lui a valu son nom. En raison d'une moindre compétition, le moqueur de Floreana a étendu ses niches écologiques. Ils ont ajouté au régime de fruits et d'arthropodes du Moqueur polyglotte des charognes de jeunes tortues, de lézards et d'oiseaux, des déchets dans les colonies d'oiseaux de mer, et peuvent prédater des œufs, de jeunes oisillons ou lézards, et arrachent les tiques sur le dos des iguanes marins.  
Il ne vit pas en couple, mais en groupes sociaux stables formés d'un couple dominant et d'un certain nombre de jeunes des nichées précédentes. La femelle dominante pond les œufs, ainsi que parfois aussi d'autres femelles du groupe. C'est l'ensemble du groupe qui nourrit les jeunes, ce qui les aide à survivre. Les femelles devenues adultes quittent le groupe pour en rejoindre un autre afin d'assurer le brassage génétique. Cette caractéristique se retrouve chez trois des quatre espèces de moqueurs des îles Galápagos. 